# Eucoila crassinerva
Eucoila crassinerva är en stekelart som beskrevs av John Obadiah Westwood 1833. Eucoila crassinerva ingår i släktet Eucoila, och familjen glattsteklar. Arten är reproducerande i Sverige.